# NHKプロ野球

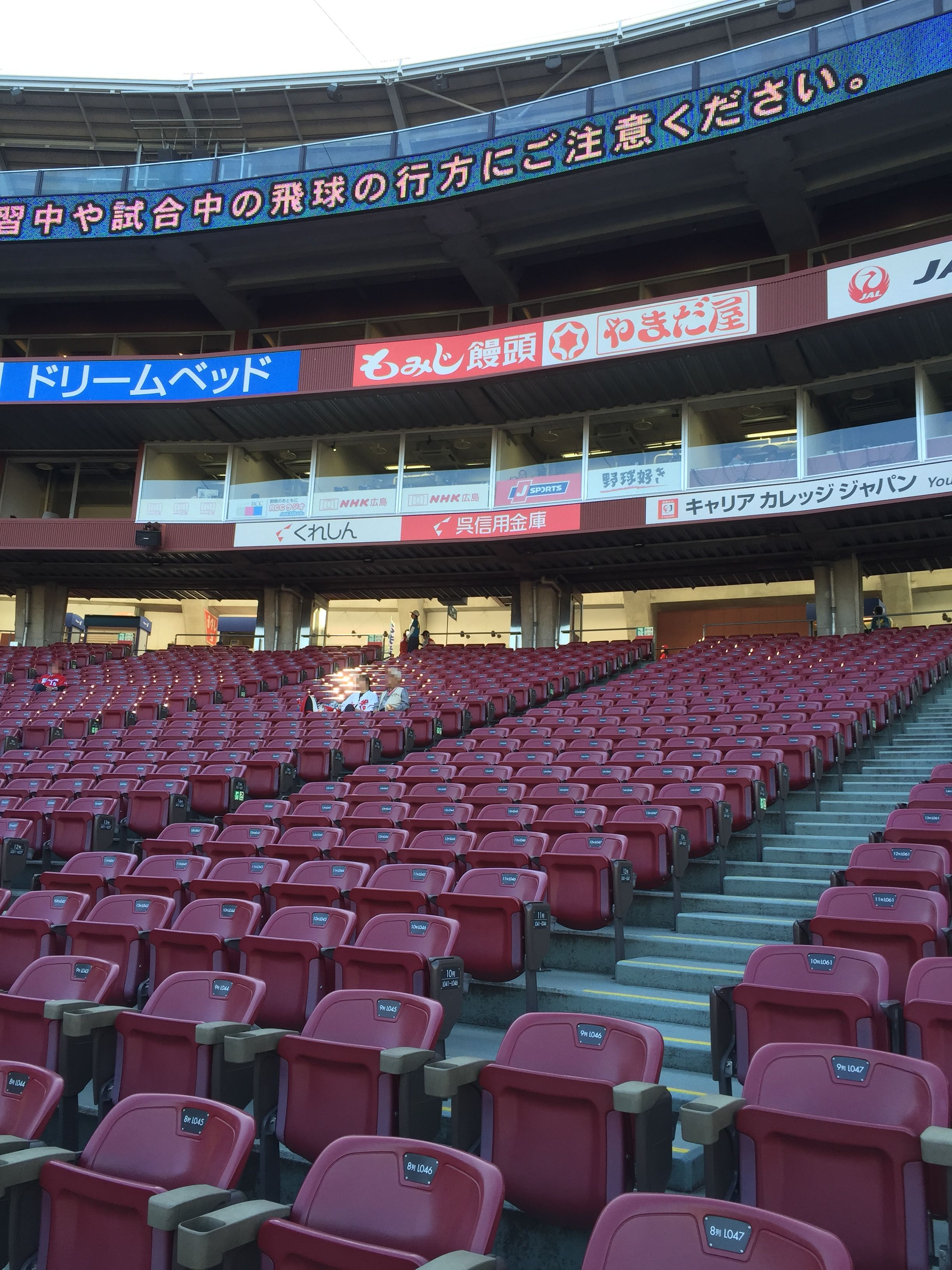
マツダスタジアムのNHK広島放送局アナウンスブース（2015年撮影）。一番左がラジオ用ブース。左から3つ目がテレビ用ブース

NHKプロ野球（NHKプロやきゅう）は、NHK（日本放送協会）が放送しているプロ野球中継のタイトルである。2020年以降の番組表には「プロ野球（西暦の年数）」と表現されることがある。

## 概要
1936年2月9日、愛知県の鳴海球場で行われた東京巨人軍対名古屋金鯱軍の試合を、当時のラジオ単営であった名古屋中央放送局（現在のNHK名古屋）がローカルで中継したのが最初である。
その後、同年7月1日に行われた日本職業野球連盟結成記念大会を初めて全国中継した（初日と決勝戦は、松内則三と和田信賢が実況を担当した）。
テレビ中継は東京での本放送を始めた1953年に開始。初のテレビ中継は、8月23日に阪急西宮球場で行われたパシフィック・リーグ公式戦の阪急ブレーブス対毎日オリオンズ（ナイター）である。
1966年の日本シリーズよりカラー放送がスタートした。1967年と1968年は東京と大阪放送局のみで、1969年からは全試合に拡大した。
2011年4月の衛星放送再編以降、総合テレビ、BS1（現：BS（2K））、ラジオ第1、および国際放送のNHKワールドで放送されている。ただし、FMでも中継することがある。
衛星放送では、かつて存在していたBShiでも2010年まで放送されていた。また国内でのラジオ中継は、1962年まではラジオ第2で放送されていた。
各チャンネルにより、放送スケジュールなどに特徴がある。

## 放送内容

### 総合テレビ、NHKワールド・プレミアム

#### 全国放送
全国放送は主に週末・祝日で行われ、基本的に読売ジャイアンツ（以下、巨人）と阪神タイガース（以下、阪神）主催試合は年間2試合、その他10球団主催試合は年間各1試合放送される。
ナイトゲームの放送時間は18時05分から20時50分（2022年現在）で、長年試合の途中でニュース番組を放送するために中継を中断していたが、地上デジタル放送の開始後はデジタル放送において総合テレビのサブチャンネルを使用して中断なしで中継を行っている。また、原則として試合終了まで適宜延長して放送する。2007年以降ナイトゲームはほぼ土曜日の巨人戦（東京ドームで開催されるホームゲーム）のみとなっている。
デーゲームの場合は試合開始後30分以内に放送開始し、放送枠は3時間半程度確保される。原則として試合終了まで放送されるが、18時以降は地上デジタル放送のサブチャンネルでの放送となる。また、土曜日のデーゲーム中継に関しては『土曜スタジオパーク』が放送される13:50 - 14:50もサブチャンネルで対応する。
全国放送ではリアルタイム字幕放送を実施している。当初は巨人戦のみだったが、現在は他の試合でも対応している。総合テレビのデーゲーム中継では特設ニュースの関係でBS1で代替放送を行なう場合でもリアルタイム字幕放送は実施される。
2010年7月5日より、総合テレビでは各種テロップが16:9の「ワイドサイズ」に準じた位置に表示されている。
2020年6月21日からはインターネットサイマル配信の「NHKプラス」で配信されている。
なお、2024年の能登半島地震のため、同年6月30日まで臨時にNHK金沢放送局の同時放送を行っていたBS103（旧：BSプレミアム）では、総合テレビの野球中継放送時は権利上の都合から別編成となっており（『ヨーロッパ トラムの旅』などのフィラー番組を放送）、野球中継は放送されなかった。

#### 地域別放送
地域によっては通常番組を休止（別の時間帯に時差放送）して、地元に本拠地を構える球団の試合を中継する場合がある（差し替え地域の範囲は県域またはブロック単位で試合により異なり、またビジター側地元局もネットするかどうかも試合によって異なる）。また、2021年9月30日の阪神対広島戦の様に、大阪局（関西ブロック）と広島局（鳥取県を除く中国ブロック）が別制作となった事例がある（広島局は実況は広島のスタジオからのオフチューブで行ったが、リポーターについては、現地派遣を行ったか広島からの球団広報へのリモート取材で対応したか不明）。この対戦は、2022年5月12日にも大阪局（関西ブロック）、広島局（広島県域のみ）の別制作で中継する予定だったが雨天中止となり、同年9月14日の振替開催分は、別制作を行わず大阪局と広島局の共同制作による同内容での放送となったが、『クローズアップ現代』が関西ブロックではメインチャンネルで、広島県ではサブチャンネルでの放送となるなど、マルチチャンネル編成の時間帯の割り振りが関西ブロックと広島県で異なった。
2022年からは、ビジターの地元のみ中継する試合もシーズン序盤から放送する。これまでは、後述の通り2013年東北楽天ゴールデンイーグルスが球団創設以来初のリーグ優勝がかかった西武ドームの「西武対楽天」を同年9月26日に東北6県に向けて総合テレビと全国放送のBS1とのサイマル放送（後述の通り解説と実況はそれぞれ別内容）を実施したが、シーズン序盤では、初めて2022年4月10日、札幌ドームの「日本ハム対楽天」を楽天の地元宮城県を含む東北6県の総合テレビで中継した。当初は、前日の4月9日、横浜スタジアムの「DeNA対中日」を中日の地元愛知県を含む東海3県の総合テレビで中継する予定だったが、DeNA側に新型コロナウイルスのクラスターが発生したことから、この試合の同一カード3連戦は中止となった。この対戦は、5月3日に甲子園球場で行われた『阪神対ヤクルト』の全国放送を差し替えて東海3県の総合テレビで中継した。2023年は6月9日に、広島県向けにロッテ対広島（ZOZOマリンスタジアム）をナイターで生中継（中継は東京フィルム・メートの協力によるロッテ球団制作の映像を使用して実況・解説は広島のスタジオからのオフチューブで、リポーターのみ現地に配置。地上波は関東地区でチバテレで放送）、6月23日には、関西ブロック向けにDeNA対阪神（横浜スタジアム）をナイターで生中継（中継はTBSテレビに委託したDeNA球団制作の映像を使用し、大阪のスタジオでのオフチューブで放送。実況とは別に、球場周辺の観光レポート要員で現地にアナウンサーを配置した。この日は『ほっと関西』の関西ブロックパート（18:00ｰ18:30）は休止し、府県別パートのみ（当該時間帯のプロ野球はサブチャンネル）で放送した。別途地上波は関東地区でテレビ神奈川、BSはBS-TBSが放送）した。いずれも外部制作の映像利用ながら、スコアテロップはNHK仕様に差し替えていた。2023年7月1日のDeNA対中日（横浜スタジアム）は東海3県（愛知県・岐阜県・三重県）のみ全国向け放送（解説：宮本慎也、実況：宮田貴行）と別制作を行い（解説：井口資仁、実況：高瀬登志彦）、名古屋放送局のスタジオからの公開放送も実施した。
県域またはブロックでのローカル放送時には、過去の大阪放送局発関西ブロック放送での『関西たっぷり!ナイター』や、2022年の広島県域放送での『コネクト・カープ中継』（2022年4月28日）のように、独自のサブタイトルが付与される場合がある。
主に中継される試合は、休日のデーゲームと木曜･金曜のナイター（19:30 - 20:45）。これは、前述の全国放送が行われる日であっても例外ではない。
ナイターの放送時間は、前述の19:30 - 20:45までで、地域により20:55までの場合もある。ただし全国放送同様、サブチャンネルを使用して試合開始から中断なしで中継を行うが、地域によってはローカルニュース終了後の18:59から放送する地域もある。
また、原則としてメインチャンネルでの放送延長は行われないが、サブチャンネルで試合終了まで放送を延長する。なお、雨天など試合中止の場合はマルチ編成も行われない。
重大なニュースや報道特別番組を放送する場合はサブチャンネルでも中継されない場合がある。例えば2022年7月8日のナゴヤドームで行われた「中日対広島」は東海3県の総合テレビで中継されたが、この日は奈良県の大和西大寺駅付近にて発生した元内閣総理大臣・安倍晋三の銃撃テロを伝える関係で20:45から21:00までの15分間、ローカルニュースの『ニュース845』を休止して中継するにとどめた（特記事項の中から総合テレビの項目も参照のこと）。
また、地デジ完全統合を受けて、2011年7月26日に近畿地方向けに中継された「阪神対中日」は、全編を総合のサブチャンネルだけで放送する試みが実施された（メインチャンネルは通常番組を放送）。これ以降もサブチャンネル限定での完全中継が各地域で度々行われている。
スコア表示のデザインは基本的に共通デザインだが、得点時に文字が拡大・回転して変化した後数字が小さくなるなどのモーションがなく数字が点滅するだけになり、一部の局（仙台局・名古屋局）ではカウント表示横の対戦投手・打者と次の打者2人やカウント表示上の球数表示が省略される（福岡局と広島局では2018年から、大阪局では2019年から対戦投手・打者と球数を表示。札幌局は球数のみ表示していたが、2021年から対戦投手・打者も表示）、ランニングスコアと次の回の打者の表示が単純な動きに、試合終了時の得点テロップが静止画になるなど、地上波全国中継やBS1での放送よりも動画や表示内容が簡略化されている。また広島局では2022年までスタメン紹介テロップの表示モーションに合わせたに効果音がなかったなど、担当局ごとの差異もあるほか、名古屋局のようにトラックマンとの提携で球速の初速・終速表示、配球チャート表示、打球速度・角度とそのランキングの表示を行うなど独自要素を加える例もある。また広島局のオープン戦中継では公式戦中継と別の機材を使用していたため（2021年までの全国高校野球広島大会と共通のものと思われる）、フォントがやや異なり、ランニングスコアの打順表示が省略されたり、タイトルの対戦カードに1世代前（2019年まで）のデザインを使用している上動画がないなど（『NHKプロ野球』のタイトルロゴ表示は全国中継と同一で、対戦カード表示時の効果音はあるが、動画がないため意味をなさなくなっていた）、簡略化の度合いが公式戦中継より大きくなっていた例もある。

#### 海外向け放送
海外向けのNHKワールド・プレミアムでも同時放送されている（『NHKニュース7』による中断はあるが、ローカルニュース枠の18時45分から19時の部分はデジタル総合テレビのマルチ編成サブチャンネルと同一内容の放送で継続）。その他、BS1で放送されるペナントレースの一部とクライマックスシリーズ、日本シリーズの中継も同時放送される（BS1ではナイトゲーム中継が行なわれていてもNHKワールド・プレミアムでは『NHKニュース7』による中断がある）。

### 衛星放送
BS1での標準的な放送時間は、ナイトゲームの場合18時から21時30分まで、デーゲームは試合開始時間からで、定期的に『Jリーグ中継』が組まれている土曜日を除き連日放送されている。
球団別では阪神タイガースの主催ゲームが中心で、逆に北海道日本ハムファイターズ、埼玉西武ライオンズ、オリックス・バファローズ、横浜DeNAベイスターズ、東京ヤクルトスワローズ、広島東洋カープの主催試合は少ない。
地上波同様、試合終了までの完全中継が基本となるが、新BS1に移行し、102がサブチャンネルとなるとともに、ワールドWaveが開始した2011年4月以降、平日は21:49以降はBS1の臨時チャンネル（102チャンネル）での標準画質放送となる（2012年までは102チャンネルでは21:46から放送。101チャンネルでは102チャンネルへの切り替え方の告知を1分間放送して、21:50のBSニュースから通常放送）。後述の通り、2023年12月1日にNHK衛星放送のチャンネル再編が行われたが2024年4月以降はナイトゲームでは基本的に21:29から101チャンネルで102チャンネルへの切り替え方の告知を1分間行った後21:30から102チャンネルで放送する。
BSでの中継の特色として、2023年までは、毎時50分頃（イニングや投手の交代中）には、『BSニュース』が2分間程度挿入された。また地上波と異なり二重音声放送で、主音声は従来の解説入り放送を行い、副音声では球場の場内音声のみを放送している（デジタル放送では2007年からステレオ二重音声で、5.1chサラウンド放送も実施）。
2000年代後半以降は地上波での巨人戦中継（ホーム・ビジターともに）が大幅に減少したことから、巨人戦の中継が増えている。また、リーグ優勝のチームが決まる可能性がある試合を、通常番組を休止して急遽中継することも増えている（特に2006年以降）。
クライマックスシリーズや日本シリーズの中継も行い、後者については地上波においてテレビ東京が放映権を持つ試合でも常に自社制作で中継する。
なお2001年から2008年までの日本シリーズ中継は、TBSテレビやフジテレビの担当日はBS-TBSやBSフジで放送されない場合に放送されたが、テレビ朝日の担当日についてはBS朝日で放送されたことが多く、ごくまれであった。2009年以降、BSでの日本シリーズ中継はBS1のみとなっている。
2008年以降からは16:9のワイドサイズで放送している。ただし、名古屋放送局が制作する中日戦は、2010年までは一部を除き4:3で放送していた。2010年よりテロップの表示も16:9の「ワイドサイズ」に準じた位置に表示される（アナログBS放送ではレターボックスだった）。
2008年まではモバHO!（モバイル放送）の「チャンネルone」や「チャンネルn」で、NHKが制作しBS1などで放送された阪神主催試合の生中継を同時放送していた。
2015年のパシフィック・リーグクライマックスシリーズファイナルステージと2015年の日本シリーズの中継では、福岡 ヤフオク!ドームが導入したPITCHf/xデータを使用した。
2022年は、中継する試合をやや減らした。8月24日には、『日本ハム対オリックス』が帯広の森野球場で行われた。地方球場からの中継は毎年3試合ほど中継しているが平日のペナントレースのデーゲームの中継は初めてだった。
2023年12月1日にNHK衛星放送のチャンネル再編が行われたが、2024年度はNHK BSに「プロ野球・エキサイティングスポーツ」と称する総合スポーツ枠を水・木・金の18:00-21:30に設定し、この枠の中でプロ野球中継を行う予定。また火曜でもサブチャンネルを中心として放送することがある。土・日も他のスポーツ競技と重ならない場合あるいは総合テレビ（全国放送）でプロ野球中継を行わない日には従来通り放送されている。

#### かつて存在していたBShiでの中継
NHKデジタル衛星ハイビジョン（BShi）では、主に巨人か阪神の主催試合を中心にBS1より5分早い17時55分から放送していた（終了時刻は同じ21時30分）。
2007年までは、総合テレビで全国中継されるナイトゲームの同時放送を行っていた（一部の試合を除く。2006年までは地上波で『NHKニュース7』による中断が行われている間も中継を継続していた）。また、リアルタイム字幕放送を総合テレビと同時放送される場合に限り実施されていた。
2008年の日本シリーズのNHK-BS中継では、BS1での放送が無くBShiのみで単独放送を行った。
しかし、2009年からはBS日テレとの兼ね合いもありBShiでの中継は大幅に減少（2009年は10試合、2010年は5試合）。また日本シリーズも、2009年以降でのNHK-BS中継はすべてBS1での放送となった。ただし、クライマックスシリーズの中継は2010年まで行われた。
2011年3月末をもってNHKの衛星放送が再編されることに伴い、BShiのプロ野球中継は2010年放送分で終了した。最後のプロ野球中継は、2010年10月17日甲子園球場で行われた、セ・リーグのクライマックスシリーズのファーストステージ第2戦「阪神対巨人」であった。
なお、2010年以前でもBShiのみの単独放送の場合、テロップの表示は16:9の「ワイドサイズ」に準じた位置に表示されていた（その他のチャンネルでも同時放送される場合は4:3の位置であった）。

### ラジオ第1

#### 2019年開幕戦以降のプロ野球中継
ラジオ第1でのプロ野球中継は、2019年度の全国放送は原則土曜日の14時5分から17時のデーゲームのみとなる（2019年からは通年で木・金曜日に定時新番組が組まれたため。但し、大相撲本場所ならびに高校野球期間中は休止）。この場合、試合の予定が中止であれば、スタジオからのスポーツジョッキーや、過去の音楽番組などからの再放送を充てることが多い。
基本的には、総合テレビ、BSと重複しない試合を中継しているが2024年5月5日の『巨人対阪神』はBSは14:00（解説：井口資仁、実況：竹林宏）とラジオ第1は14:05（解説：今中慎二、実況：宮田貴行）でそれぞれ同時中継した。
基本放送枠以外でも、祝日を中心に特番扱いで随時、2018年以前のように不定期でナイトゲーム中継が編成されている。ナイトゲーム中継時の放送時間は、平日の18時05分から21時55分まで、テレビ中継同様、原則として試合終了まで適宜延長して放送する。また、中継の日程は各球団の試合がほぼ同じ比率で組まれている。18時50分から19時30分には、ローカルニュースと『NHKきょうのニュース』が挿入されるため中断される。このため『NHKウイークリーステラ』やNHKの番組表では18時台を「第1部」、19:30以後を「第2部」と扱う。また、20時頃と21時頃にもニュースが挿入される（毎正時ニュースの代替。中継を地元球団の試合に差し替えている地域では、ニュースのネット受けや振り替え放送は行われない）。中継がある日の『Nらじ』は『NHKきょうのニュース』を除いて休止される（大相撲期間中は18時から18時20分に『Nらじ』を放送する日もあるが、休止の場合もある）。
地元球団の試合中継に差し替える地域もあり、全国中継がない曜日に放送することがある（この場合は、19:30中継開始としているケースも少なくないほか18:00中継開始としているケースもある）。なお、差し替えの試合が早く終了した場合、全国中継に切り替える。また本来放送するカードが中止になった場合、地元のみの放送予定だった試合を全国放送に繰り上げて対応する。なお、ラジオ第1は関東地方は広域放送のため、2018年まで横浜局と千葉局はFM放送で県域ローカル中継を行う場合があった。
インターネットサイマル放送「NHKネットラジオ らじる★らじる」では、仙台局・東京（首都圏放送センター）・名古屋局・大阪局の放送を選択して聴取することが出来るため、各地域向けの差し替え放送に対応しているが、2016年9月1日より札幌局・広島局・福岡局の放送を選択できるようになった。また、「らじる★らじる」に加え、2017年10月以降は民放ラジオポータルサイト「radiko」も参入。一部地域（関東一都六県・仙台局・広島局・福岡局・松山局）を対象にした第1次実験配信の実施に伴い、対象地域において同様のサービスが利用出来た。そのradikoでは2018年4月12日より対象地域を全国に拡大した第2次実験配信開始に伴い、全国各地の放送局の中から選択可能となる。
2024年6月8日のセ・パ交流戦『阪神対西武』はオードリーをゲストに迎え「オードリーのラジオプロ野球」のタイトルで放送した（解説：与田剛）。ラジオ第1の中継で著名タレントをゲストに迎えるのは初めてだった。この企画は2025年6月12日のセ・パ交流戦『西武対阪神』でもFM（全国放送）及びBSにて行われた。
中継の予定がない日、放送予定の試合が全て中止になった日の番組
- 『Nらじ』（18時00分 - 20時00分、詳しくは前述）
  - 『NHKきょうのニュース』（19時00分 - 19時30分）

2012年度までは、NHKワールド・ラジオ日本では18時台後半は『弾き語りフォーユー』（木曜日）および『上方演芸会』（金曜日）に差し替えていた（試合の放送予定カードが雨天中止の場合も同様）が、中継の予定が元からない場合は左記番組は放送休止となっていた。
- 音楽番組など（20時05分 - 21時30分）

『懐かしのポップストップ10』または『アンコールアワー』を放送。スポーツ関連の情報を送る『スポーツジョッキー』の日もある（予定より早く中継が終了した場合、あるいは21:35以後に試合が終了した後も、時間調整としてスポーツ情報を送ることがある）。
なお、放送予定カードが実施されていても、突発的な大規模災害が発生した場合は、災害対策基本法の規定により、全国放送を返上し、対戦チームの地域間の放送局だけのローカル放送への降格、ないしは休止とする場合がある（過去の事例については後述）。加えて、衆議院・参議院選挙の政見放送が行われる期間と重なる場合は、公職選挙法の規定等による編成の都合でナイトゲームを放送できない日がある。

#### 2018年 公式戦終了以前
2018年以前は、8月（高校野球の開催期間）を除く毎週木・金曜日の18時05分から21時55分まで、途中18時50分から19時30分の中断を挟んで放送していた。
1994年までは先述の通り木・金曜のほか土曜にも放送されていたが、1980年代には火・木・土曜に放送されていた。
デーゲーム中継も、不定期ではあるが放送されていた（主に土・日曜日）。こちらもナイトゲーム同様、地元球団の試合中継に差し替える地域もあった。ただし開幕戦などはセンバツ中継と重なることが多いため、地元のみFMでの中継となる場合があった。
かつては、祝日に編成の都合でナイトゲームを放送できない日があった。ただし2010年9月23日は秋分の日であったが、西武対楽天戦が放送された（祝日のためNHKきょうのニュースは19:20までで、第2部の放送は19:20から試合終了までとなった）。

加えて、天変地異による休止として、2015年9月10日と9月11日は茨城県、栃木県、宮城県に相次いで発表された大雨特別警報が継続して発表されているため、10日の「日本ハム対ソフトバンク」戦（札幌ドーム）は18:20 - 18:50と、19:40 - 21:30に縮小し延長なし（21:30 - 21:55までは大雨情報）、11日の「阪神対広島」（甲子園）も、大雨情報を中心に21:55まで放送する都合で放送休止となった。2016年4月15日も、平成28年熊本地震関連のニュースのため、当初放送予定であった「オリックス対西武」は放送休止となった（NHK高松放送局における差し替え放送として予定されていた四国アイランドリーグplus中継も取りやめられた）。
2007年から2014年まで、セ・パ交流戦は基本2連戦となったため、実質的に週1回だけの放送となる機会も多かった（放送予定試合が雨天中止となる場合、予備日復活放送が行われず、放送されない週もある）。
オールスターゲームの中継については1988年よりスポンサー名を冠した冠大会制となり、放送法83条に抵触することからテレビは1994年、ラジオは2003年をもって放送から撤退した（冠大会制となってから数年間はダイジェストを放送していた）。ただし、ラジオではその後も開催地とその周辺地域でのブロックネットでローカル放送を行うことがある。
1990年代前期の一時期、「ラジオスポーツステーション」と称し、プロ野球中継（内包）を中心核に据えて試合の前後には東京のスタジオから他球場の試合、その他のスポーツの結果・話題を伝える番組が放送されたが、数年で廃止し元の中継のみに専念するスタイルに戻した。
1978年、巨人主催試合がラジオ関東（現在のアール・エフ・ラジオ日本）が独占中継権を獲得した時には巨人の親会社である読売新聞社が当局と日本短波放送（現在の日経ラジオ社、愛称はラジオNIKKEI）に対して中継するよう要請しこの年だけ巨人主催試合（特に対広島戦については、広島の本拠地をエリアとする中国放送で中継できないことを受けて広島戦だけで13試合を中継）が増えたことがあるが翌年以降、TBSラジオでも巨人主催試合を中継したこともあり特定のチームに偏らない中継体制に戻った。詳しくは、「ラジオ日本ジャイアンツナイター」を参照。
巨人主催試合のうちかって行われていた札幌遠征（札幌市円山球場）の公式戦のうち1試合は、札幌局の制作で全国放送していた。
また2004年から2006年までの一時期、19時30分から放送を開始していた。ただし差し替えを行う地域では、慣例通り18時台や他の曜日に放送することがあった。
2000年代半ばまでオープン戦も毎年数試合中継していた。

#### 優勝戦線・クライマックスシリーズ等の中継
10月以降になると、リーグ優勝がかかる試合のみに絞って放送するほか、日本シリーズは全試合を中継している。
クライマックスシリーズについては、2019年までファイナルステージの第3戦以降を全国放送していた。このうち、セ・リーグが夜開催、パ・リーグが昼開催の場合は双方を放送する。重複開催の場合はセ・リーグ優先であるが、パ・リーグのみに決着の可能性がある場合はそちらを優先することがある（放送されない方は出場チームの地元地域向け差し替えもしくは予備カード扱いとなる）。また、在京以外の球団が絡む場合には、ファイナルステージ第2戦以前の試合も地元地域向けローカルとして中継するが、関東甲信越ブロックではこの措置は採らないため、在京球団が主催となる場合は事実上、東京の放送センターからビジターの地元地域への裏送りとなる。また、土曜デーゲームとなった場合、大阪局はじめ関西ブロックは、大阪局制作の全国放送番組『かんさい土曜ほっとタイム』の放送を優先するため、関西開催分であれば大阪局からビジターの地元地域への裏送りとなる。裏送りとなる場合は、実況が対戦相手側の地元局（札幌・仙台・名古屋・広島・福岡）のアナウンサーが担当することがある。また、セ・リーグがヤクルト主催となった場合は、ヤクルト主催試合の放送権を掌握しているニッポン放送ならびにNRNの放送権確保の観点から、NHKでの中継は行わず、パ・リーグのみの中継となっていた時期が長かったが、2021年は初めてヤクルト主催のファイナルステージの第3戦（対巨人）を中継した。。
2020年はパ・リーグのみクライマックスシリーズが最大4試合制で行われたが、第1戦と第2戦について大相撲令和2年11月場所と開催日時が重複するため、第2戦時点での決着可能性有無にかかわらず九州・沖縄ブロックのみの放送となった（それも17時以降延長の場合はFMでの振替放送としていた）。第3戦以降は戦況によって全国放送する予定を組んでいたものの、第2戦で決着が付いたため、このシリーズは一切全国向けの放送とならなかった。
2021年のクライマックスシリーズはファイナルステージが全試合ナイトゲームになるものの、第4戦・第5戦の開催予定日は土・日の定時番組である『らじらー!』の通常放送を優先する措置が採られるため、全国向けはファイナルステージの第3戦と第6戦のみの中継に縮小する方針となったが、結果的に両リーグとも第3戦で決着した。
2022年のクライマックスシリーズは諸般の事情により全国向けの中継は一切行われず、パ・リーグの一部の試合のみ地元地域向けローカルで中継するのみにとどまった。
2023年はファーストステージは両リーグ共放送されず、ファイナルステージはセリーグの第4戦（10月21日　阪神対広島）が全国放送で予定が組まれたが、第3戦で阪神の日本シリーズ進出が決定した為未開催となり結局両リーグとも1試合も放送がなかった。

### NHKワールド・ラジオ日本での放送
NHKワールド・ラジオ日本でもナイトゲーム中継は国内同時放送される。2012年度までは19時30分からの飛び乗りとなっていたが、祝日に放送される場合や、土・日曜日でクライマックスシリーズや日本シリーズの中継がある場合は19時20分からの飛び乗りとなっていた。2013年度からは同年度の番組改編に伴い、これまで18:00 - 18:20に放送していた国際放送独自編成のニュースが18:00 - 18:15に短縮になることに加え、18:20 - 18:30に放送していた海外安全情報が打ち切りとなるため18:16からの途中飛び乗りではあるものの、開始時刻が繰り上がることとなった（試合によっては開始時間がラジオ第1と同じく18:20からそのまま開始する場合もある）。同時に祝日に放送される場合や、土・日曜日でクライマックスシリーズや日本シリーズの中継がある場合は2012年度まで18時台のみ別番組差し替えとなっていたが、こちらも日本国内と同じ18時台から放送されることになった。
また、デーゲームの中継は、海外向けには電波運用面の都合上、放送されない。中継が終了するまで国際放送独自編成として主にFM放送の番組を中心に差し替える。

### 日本シリーズ中継
ラジオでは毎年全試合を中継。デーゲームで行われた場合、国会中継などの影響でFMに振り替えた試合があったほか、国政選挙や東京オリンピック（1964年）などで中継ができなかった試合も一部ある。
テレビでは1991年まで、主に最速で優勝が決まる第4試合を中心に総合テレビで生中継したほか、1980年代 - 1990年代中盤ごろまでは深夜のスポーツニュース枠を拡大しダイジェスト版を放送したことがあった（ダイジェスト版はオフチューブの方式で、解説者は放送センターのスタジオでコメントし、現地の中継映像を見ながら放送していた）。その後は衛星放送にシフトされる（地上波での生放送はそれ以後なし）が、1995年までは前述の名残で第4試合のみ生中継、他はゴールデンタイムの録画中継が多かった。その後は地上波民放との並列での生中継を増やしつつあるが、1998年は編成の都合で1試合も放送されず、地上波・BSを通して初のNHKテレビ放送なしとなった。この事例は他に2002年もある。

## 特記事項

### テレビ・ラジオ中継全般
各球団の本拠地以外の球場（いわゆる「地方球場」）で開催される試合を中継することは少なく、ほとんどが12球団の本拠地+オリックスの準本拠地扱いのほっともっとフィールド神戸での試合である。また、地方開催扱いでもこれらの球場での開催試合での中継が多いものの、2018年以降はBS1で開催地の地方色を出した生中継が行われるようになった。
命名権により企業名を冠した球場については、民放各局などと同様に企業名を含む一般的な名称を使用することが多く、特に制約はない。
選手がホームランを放つと、そのシーズンでの本数（「（本数）号」）を表すアニメーションが画面右下に表示される。2000年までは、テレビ中継に限り篠原敬介作曲のジングルが同時に流れていた。
NHKの方針により外国出身選手のうち漢字が母国語として使われている国や地域（中国・台湾・韓国）についても漢字ではなくカタカナが使用されている（民放各局ではテレビ朝日を除いて一般に漢字を使用）。
また、日本人でも本名（または通名）以外で登録されている選手を本名のまま表記することもある。
NHKの他のスポーツ中継と同様に、番組内のテロップやEPGでは実況の担当アナウンサーは、「実況」ではなく「アナウンサー」と表記しているが、アナウンサー自身は「実況」と称する場合が多い。
かつては画面左上に得点表示（チーム名は英語の頭文字）、右下にボールカウンター（カウントは数字表記）を出していた。1995年からは右下に集約し、チーム名は日本語の頭文字となった。テロップの背景は、リニューアルされた1995年から2000年までは、プロ野球は灰色（文字部分は黒）、高校野球・大学野球などアマ野球中継では水色と区分けされていたが、2001年の再度のリニューアル以降は、NHKのプロ・アマ野球中継共に黒で統一された。
2011年よりNHKのすべての中継でボールカウントの表記を、ボール、ストライクの「BSO」表記に統一し、実況アナウンサーのコールもボール、ストライクの順にコールする。視聴者にもわかりやすくするため、開始冒頭にも実況アナウンサーから説明を行なった時期があった。
2016年より、地上波全国中継とBS1での放送時に限りスコア表示の左側に対戦中の投手名と打者名、及びNEXT2打者の名前の表示と、スコア表示の上に投手の投球数を表示（投球後アニメーションで球速表示に切り替わる）するようになった（地上波ローカル放送時は2015年以前のままで対戦・NEXT・投球数の表示がない他（福岡局・広島局は2018年から、大阪局は2019年から表示。札幌局・名古屋局は2024年現在投球数のみ表示）、それ以外にも得点時のアニメーションなどが簡略化されている）。
1990年代の一時期、Jリーグに倣い、NHKのプロ野球中継やスポーツニュースでチーム名をニックネームを含めてコメントしたことがあったが、しばらくしてニックネームのアナウンスがなくなった。一方で、2000年代以降増加している「地域名+企業名」のチームに関しては状況により地域名付きでアナウンスされるケース（「横浜DeNA」「福岡ソフトバンク」「東北楽天」等）と、地域名がほとんどアナウンスされないケース（「東京ヤクルト」「千葉ロッテ」等など）がある。
NHKでは番組の終了時に「終/制作・著作 NHK」と表示されるのが慣例となっているが、このテロップが表示されるのは総合テレビで放送されるときのみである
2000年代後半以降の中日の主催試合では、マスコットキャラクターのドアラによるパフォーマンス（バック転）を、実況アナウンサーによるコメントとスロー映像を交えて取り上げる事が多い（ただし『BSニュース』などニュースを優先する時間帯を除く）。パフォーマンスは番組エンディングなどのハイライト映像でも取り上げられる事がある。
夏季五輪やアジア競技大会、FIFAワールドカップ（サッカー 大会年度と開催国の時差関係による）と日程が重複する場合はそれらが優先され（特にBS1、あるいは過去のBShi）、スポーツ担当のアナウンサー・スタッフもシフトされるため、この期間はNHKでは地上波を含めプロ野球中継がほとんどなくなる。
また、3月や8月の高校野球のシーズンはそちらに野球中継の担当アナウンサーが割り当てられるため、総合とラジオ第1では中継は少なくなるが、BS1では通常通り放送がなされる。またラジオ中継では、一部の地域においてFMで放送されることがある。
更にBS1は、土曜日などJリーグ実況中継が開催される場合などで時間調整が出来ない場合は放送しないことが多いが、その場合2010年度まではBShiで放送するケースもあった（主としてナイトゲーム）。2011年度からはマルチチャンネル編成を生かし、同時中継も可能となった（101でプロ野球、102でJリーグなど）。

#### 過去
オールスターゲームと日本シリーズは、かつて夜のスポーツニュース番組でダイジェスト編成が行われたことがあった。この時は中継映像を見ながら、東京のスタジオでNHK野球解説者とゲスト解説の現役選手らを交えてのオフチューブとして行った。
1995年はテーマ音楽の変更、テロップの変更など大幅なリニューアルが行われたが、同年の星野仙一が解説を担当する中継では、実況アナウンサーを置かず（チームのリポートはアナウンサーが担当）に星野が進行役を担当し、もう一名の解説者と実況中継を行う『熱血ライブ!星野仙一のプロ野球'95』が放送された。
2007年5月5日の「巨人対ヤクルト」の中継時には、この日がこどもの日ということもあり、字幕テロップでは選手あるいは解説者・アナウンサーの名前にふりがなを付けて表示した。

### 総合テレビ
地域によっては、日本ハム・楽天・中日・オリックス・阪神・広島・ソフトバンクの試合に差し替えることがある（特に全国放送の中継があるときや、週末の日中または金曜日19時30分から20時45分（地区により20時55分まで）の地域ブロック番組枠で多いが近年は木曜日19時30分から20時45分にも放送することがある）。この場合、中継の時間延長は行われないことが多い。ただし、全国ネット時と同様に地上デジタル放送のマルチ編成を使って試合終了まで放送することもある。また、先述のとおり、近畿地方では2011年7月24日の地上波デジタル完全統合を受けて、デジタル総合のサブチャンネルのみで阪神タイガース主催試合の完全生中継を行った試合がある（メインチャンネルは通常番組）ほか、地域放送差し替えでも突発的な特番のため中継が休止（教育テレビやBSへの代替無し）となった試合もある。2012年には中国地方でもデジタル総合のサブチャンネルのみで広島東洋カープ主催試合の完全生中継を行った試合がある。
2007年から、総合テレビで中継される中日戦と広島戦は、J SPORTSの『J SPORTS STADIUM』に映像協力を行っている。それぞれ名古屋局・広島局からの映像提供のみで（まれに映像もJ SPORTSと契約した技術会社が別制作する場合あり）、実況はJ SPORTS側が別に用意している。
巨人戦の放送は長らく中日、阪神、広島主催の試合に限定されていたが、2001年になってそれまでホームゲームの中継をほぼ独占していた日本テレビの野球中継の視聴率が、90年代後半以降に開局したBS・CSの有料放送で完全放送するようになったことや裏番組の台頭などで低迷し、巨人の主催試合の放映権を管理する読売新聞社がNHKに対して「試合終了まで放送する」ことを条件に放映を申し入れ、NHKがそれを受諾し2002年度から東京ドーム（1回だけ福岡ドーム）の巨人主催の中継を数試合放送することになった（日本テレビは同時期にフジテレビやTBSにも持ちかけていた）。NHKでの中継は1959年の天覧試合以来である）。最初の中継はBShiが2002年4月11日、総合テレビが4月27日。2005 - 2008年はテレビ朝日とテレビ東京も巨人の主催試合を放送していたが、2009年以降は再びNHKのみとなった。2024年の総合テレビでの巨人の主催試合の中継は1試合となっている。
巨人戦は、地域によってホーム、ビジターともそれぞれの地元に本拠地を構える球団の試合に差し替えることは行っていない。
2000年代以降は、阪神戦（甲子園球場または京セラドーム大阪でのホームゲーム）が総合テレビで中継されたことがなかったが、2009年以降から中継されるようになった。
東北地方での楽天戦の中継は、本来は東北6県で中継されるが、2009年は地域により自主制作番組を優先した関係で、7月と9月の試合が東北5県での放送となった。また、10月16日の「クライマックスシリーズ パ・リーグ第1ステージ第1戦・楽天対ソフトバンク」及び楽天が球団創設以来の初優勝を決めた2013年9月26日の西武戦（西武ドーム）は東北6県で放送した（BS1とのサイマル放送を実施し、BS1で『BSニュース』を放送している間、総合テレビでは仙台駅カメラの映像を流した）ものの、解説と実況はBSと地上波で異なった。なお、同年10月17日の「クライマックスシリーズ パ・リーグファイナルステージ第1戦・楽天対ロッテ」は東北地方の総合テレビのみの放送となった。

### 衛星放送
BSでの単独中継の場合、各球団あるいはその関連会社がCS放送のスポーツ専門チャンネルの中継や民放各局向けのニュース素材として撮影する各試合の公式映像を使うことがある。
BS1のデジタル放送では、2007年からほとんどの試合を16:9の「ワイドサイズ」で放送するようになった。このうち、阪神・ソフトバンク・日本ハム・西武・楽天・ロッテ・オリックスの主催ゲームでは、公式映像がハイビジョン制作となっている。ただし、NHKの完全自主制作ではナゴヤドームの中日戦のみ、前日または翌日にNHKの地上波中継がある場合のみ「ワイドサイズ」で、それ以外は制作費の関係上、外部の技術会社の制作による場内映像を流用している部分があったため、4:3となっていた。なお、2011年シーズンからは中日戦もすべて16:9の「ワイドサイズ」になった。
2008年は、BShiで生放送の通常番組である『世界一周!地球に触れる・エコ大紀行』が優先されたために土曜日のナイトゲームが行われなかった。
民放各局が地上波での全国中継の権利を保有していながら、編成の都合で放送できない場合はBS1やBShiで放送されることがある。
2010年以降、優勝決定試合やポストシーズン（特にクライマックスシリーズ）で2試合同時並行中継を行う場合、あるいは他のスポーツ中継（主にゴルフ中継）と重複した場合に、ハイビジョン放送（2010年はBS hi、2011年はBS1）のマルチチャンネルを用いて2試合同時中継を行う事例がある。2010年は10月16日放送のセ・リーグ クライマックスシリーズ ファーストステージ第1戦をBShiのマルチチャンネルであるBS104ch（NHKマルチ1、16:9の標準画質放送）で放送（このときは、BS1でパ・リーグ クライマックスシリーズ セカンドシリーズ第3戦、総合テレビとBShiが日本オープンゴルフ選手権の中継があった）。2011年は、10月18日にセ・リーグの優勝を左右する横浜対中日と阪神対ヤクルトをBS1のマルチチャンネルで同時中継しており、同年のクライマックスシリーズセカンドステージもBS1のマルチチャンネルを活用して全試合が放送される。

#### ゆる〜く深く!プロ野球
2015年以降、BSでのプロ野球において、マルチチャンネル放送を活かし、一方のチャンネルでは通常の実況中継を放送し、もう一方のチャンネルではNHK放送センターから、野球初心者に向けて、野球のコアな楽しみ方を照会するべく、視聴者から寄せられた野球に関する疑問・質問を募集したり、中継用の映像に加えて普段はオフレコになっている様々なカメラからの画像を取り込みながら、ゲストを交えたトークを放送するスタイルの番組を年1回程度実施しており、2015年は『プロ野球、ここが気になる!』、2016年からは『ゆる〜く深く!プロ野球』のサブタイトルがつけられている（2020年・2021年は実施せず）。
| 放送日時      | 放送波                  | 対戦カード         | 出演者 | 備考 | 出典          |
| ------------- | ----------------------- | ------------------ | --- | --- | ------------- |
| 2015年8月26日 | BS1                     | ヤクルト対巨人     | 司会：工藤三郎、解説：田口壮、大野豊、ゲスト：ピエール瀧（俳優・電気グルーヴ）、森高夕次（漫画家・作家）実況：冨坂和男、解説：小久保裕紀                           | 101チャンネルは通常の中継を放送し、102チャンネルでは『プロ野球、ここが気になる!』を放送。 |               |
| 2016年6月7日  | BS1                     | 西武対巨人         | 司会：工藤三郎・平原沖恵、ゲスト：ピエール瀧・塙宣之（ナイツ）、解説：和田一浩・高橋尚成実況：秋山浩志、解説：小早川毅彦                                           | サブタイトル名を変更。 |               |
| 2017年6月9日  | BS1                     | ロッテ対ヤクルト戦 | 司会：工藤三郎、ゲスト・ピエール瀧、稲村亜美、解説：宮本慎也、ゲスト解説：里崎智也実況：早瀬雄一、解説：大島康徳                                                   | この年からは前年までと逆パターンとなり、101チャンネルで『ゆる〜く深く!プロ野球』を放送、102チャンネルで通常の実況中継を放送している。                                                                               |               |
| 2018年5月16日 | BS1                     | 楽天対ソフトバンク | 司会：工藤三郎、ゲスト：ピエール瀧、井森美幸、解説：伊東勤、ゲスト解説：斎藤隆実況：塚本貴之、解説：小早川毅彦                                                     | |               |
| 2019年7月19日 | BS1                     | 阪神対ヤクルト     | 司会：工藤三郎、ゲスト：稲村亜美、遠藤章造（ココリコ）、解説：梨田昌孝、ゲスト解説：赤星憲広、井端弘和、高橋尚成実況：宮田貴行、解説：大野豊、リポーター：冨坂和男 | 試合が雨天中止となり、101チャンネルのトークパートのみ実施した。 | [ 30 ]        |
| 2022年6月3日  | BS1                     | 阪神対日本ハム     | 司会：工藤三郎、ゲスト解説：赤星憲広・岩村明憲・五十嵐亮太、ゲスト：小沢一敬（スピードワゴン）、足立佳奈実況：坂梨哲士、解説：梨田昌孝                             | |               |
| 2023年6月25日 | 総合テレビ及びNHKプラス | 広島対巨人         | 司会：伊藤慶太、解説：大野豊・井口資仁・五十嵐亮太、ゲスト：ティモンディ・鈴木福・中川絵美里                                                                       | この回は広島放送局の企画でBS1とのサイマル放送で実施され、総合では『ゆる〜く深く!プロ野球』を広島放送局のスタジオから公開放送で実施。BS1メインチャンネルでは通常の実況中継を放送し、総合テレビの副音声でも配信した。 | [ 31 ]        |
| 2023年6月25日 | BS1及び総合テレビ副音声 | 広島対巨人         | 実況：高木修平、解説：梨田昌孝 | この回は広島放送局の企画でBS1とのサイマル放送で実施され、総合では『ゆる〜く深く!プロ野球』を広島放送局のスタジオから公開放送で実施。BS1メインチャンネルでは通常の実況中継を放送し、総合テレビの副音声でも配信した。 | [ 31 ]        |
| 2024年7月4日  | BS                      | DeNA対ヤクルト     | 司会：宮田貴行、解説：矢野燿大・石川雄洋・五十嵐亮太、ゲスト：塙宣之（ナイツ）・関水渚・桧山靖洋実況：竹林宏、解説：小早川毅彦                                     | | [ 32 ]        |
| 2025年8月14日 | BS                      | 日本ハム対ロッテ   | 司会：筒井亮太郎、解説：与田剛・田中賢介、ゲスト：杉谷拳士・菊池柚花・福西崇史実況：横山哲也、解説：武田一浩                                                       | | [ 33 ] [ 34 ] |

### その他
緊急警報放送や緊急地震速報を放送する場合は強制的に放送が中断されたり、中継の開始が遅れたりすることがある。

### 制作局・組織
- 札幌放送局 - 北海道日本ハムファイターズ戦を担当（2004年より。2003年まではNHKが放送権を保持する各球団主催の北海道開催ゲームを散発的に担当）
- 仙台放送局 - 東北楽天ゴールデンイーグルス戦を担当（2005年より[注 78]。1973年〜1977年まではロッテオリオンズ戦を、1978年〜2004年まではNHKが放送権を保持する各球団主催の宮城県開催ゲームを散発的に担当。また、2020年は開幕戦（対オリックス戦（京セラドーム））を放送した）
- NHK放送センター - 読売ジャイアンツ戦、東京ヤクルトスワローズ戦、横浜DeNAベイスターズ戦、埼玉西武ライオンズ戦、千葉ロッテマリーンズ戦、東京ドーム開催時の北海道日本ハムファイターズ戦他パ・リーグ各球団戦[注 79]を担当
  - 県域FM放送に限り、横浜放送局は横浜DeNAベイスターズ戦、千葉放送局は千葉ロッテマリーンズ戦を担当
- 名古屋放送局 - 中日ドラゴンズ戦を担当（過去にはナゴヤ球場・ナゴヤドームで開催のパ・リーグ公式戦の中継も散発的に担当）
- 大阪放送局 - 阪神タイガース戦、オリックス・バファローズ戦を担当（1988年までは南海ホークス戦、2004年までは大阪近鉄バファローズ戦も担当）
- 広島放送局 - 広島東洋カープ戦を担当
- 福岡放送局 - 福岡ソフトバンクホークス戦を担当（福岡ダイエーホークス時代の1989年より。1978年までは西鉄ライオンズ→太平洋クラブライオンズ→クラウンライターライオンズ戦を担当。1979年〜1988年まではNHKが放送権を保持する各球団主催の平和台球場での開催ゲームを散発的に担当）
- グローバルメディアサービス - 地上波・BSを問わず、上記各局以外の地方での開催分を含む各地の試合中継を支援

## テーマソング
- スポーツショー行進曲（オープニングテーマ、作曲 - 古関裕而）

1995年からはオリジナルテーマ曲（篠原敬介作曲）を使用しており、本楽曲は使用されなかったが、2000年以降は新たに取り直された音源（篠原敬介編曲）で再び使用されている。
プロ野球中継ではオープニング以外には使用されていない。
- 六三四（MUSASHI）（ハイライト・エンディングテーマ、演奏 - ADAM at）[35]

2015年より使用。2015年5月6日より「iTunes store」等でのダウンロード配信がされている。また2016年1月20日発売のアルバム「スウィートホーム」に収録されており、ダウンロード配信やストリーミング配信に留まらずCDも発売されている。
なお、エンディングで表示される紹介テロップは木製バットの先端部分を模したものとなっている。
過去のテーマ曲
- NHKプロ野球中継テーマ（作曲 - 篠原敬介）

1995年にオープニング・エンディング及びハイライトで使用開始され、オープニングは1999年まで（フルCGのアニメーションも流されていた）、エンディングは2004年まで使用されていた。使用初期のOPでは、アニメーションOPの後にテーマ曲をエンドレスで流しながら、実況・解説担当者が顔出しでトークを行うこともあった。
- OPEN YOUR EYES（ハイライト・エンディングテーマ、東京スカパラダイスオーケストラ）

2005年〜2009年のエンディングテーマとして使用。また、オープニングやハイライト以外にも7回のダイジェスト場面でのBGM等で用いられた。
試合終盤（おおむね7回前後）の攻守交代時には、サックスソロ部分をBGMに実況の入らないダイジェストシーンが放送されていた（このスタイルは以降のテーマ曲にも採用されている。2016年の第87回都市対抗野球大会中継では同様の手法によるダイジェストシーンでこの曲が使われた）。
東京スカパラダイスオーケストラのアルバム『ANSWER』に収録されている。
- Baseball Legend（ハイライト・エンディングテーマ、作曲 - 久保田邦夫）

2010年シーズンのプロ野球中継に合わせて作られたオリジナルの新曲で、2012年まで使用された。「NHKメロディ」にて携帯電話用の着信メロディを、また「NHK SOUND」では着うたフルとして配信している。また、コンピレーション・アルバム「NHKニュースの音楽2010」にも収録されており、ダウンロード配信の他にCDも発売されている。ただし、中継ではこれとは違うバージョンの曲も使用されていた。
- GO BACK HOME（ハイライト・エンディングテーマ、藤井フミヤ）

2013年シーズンのプロ野球中継に合わせて作られたオリジナルの新曲。2014年まで使用。歌手を起用したテーマ曲はNHKのプロ野球中継で初めて。2013年7月10日発売のシングル『青春』のカップリング曲として収録。
2013年4月7日に総合テレビで中継された「楽天対ロッテ」の中で、藤井本人がビデオ映像でコメント出演し、曲を披露した。
試合途中のハイライトやラジオ中継のエンディングでは、オフヴォーカルバージョンが使用されている。
試合の進行状況によってはエンディングテーマが省略されて（アナウンスと場内音声のみ）終了することもある。
1995年から2000年までは篠原作曲のホームラン用のジングル（アタック音）もあり、CGアニメーションテロップとともに流れていた。CGアニメは花火の描写の後にボール型のテロップとともに「○号」という風にその時打った打者のホームランの号数（レギュラーシーズン通算もしくは、シリーズ通算）が表示されるという流れだった。2001年以降はジングルは流れず、画面奥から手前にボール型テロップが飛び出し「HOMERUN」の文字が出たあと号数が表示されるアニメーションとなり、ポストシーズンでは号数の上に「クライマックスシリーズ」または「日本シリーズ」と添えられる。2018年にアニメーションテロップがリニューアルされたが、スタイルは継続している。

## 出演者

### 解説者
●印の出演者はメジャーリーグ中継を兼務。
- 大野豊（2000年 - 2009年、2013年 - 。2009年までは●）
- 小早川毅彦（2000年 - 2005年、2010年 - ）●
- 与田剛（2001年 - 2015年、2022年 - 。2015年までは●）
- 今中慎二（2002年 - 2011年、2014年 - ）●
- 武田一浩（2003年 - ）●
- 伊東勤（2008年 - 2011年、2018年、2022年 - ）●
- 田口壮（2013年 - 2015年、2025年 - ）●
- 宮本慎也（2014年 - 2017年、2020年 - 。2021年東京オリンピックではジャパンコンソーシアム解説者兼任）
- 和田一浩（2016年 - 2022年、2025年 - ）
- 田中賢介（2020年 - ）●
- 井口資仁（2023年 - ）●

県域またはブロックネットテレビ中継・ゲスト解説（特記のない者はいずれもテレビでは所属フリー扱いの本数契約解説者。BS1に出演する場合もあり）
- 荒木大輔（2022年 - 。BS1と札幌局制作分に出演。2000年 - 2003年、2016年 - 2017年は全国中継にも出演。2014年にMLB中継のみ復帰、2016年から2017年はNPB中継も兼任）●
- 緒方孝市（2021年・2023年 - 2025年。広島局制作分に出演。2023年はラジオの全国中継に出演。2024年は福岡局制作分の交流戦にも出演）
- 達川光男（2016年・2022年。広島局制作分に出演。2021年は『サンデースポーツ』にも不定期出演）
- 鳥谷敬（2022年。大阪局制作分に出演。全国中継には2024年は広島局制作分に、2025年は本部制作分に出演）
- 矢野燿大（2023年。朝日放送ラジオ専属、テレビではフリー。同上。本来の担当予定日だった2023年7月7日の阪神対ヤクルト戦は悪天候が予想されるため中止となったものの、18時台前半に限り甲子園からの中継パートのみは予定通り放送され出演した）
- 能見篤史（2023年 - 。同上。2024年は福岡局制作分の交流戦にも出演）
- 岩田稔（2023年 - 。同上。2024年は本部制作の全国中継にも出演）
- 工藤公康（2023年。福岡局制作分に出演）
- 安部友裕（2023年。広島局制作分に出演）
- 辻発彦（2023年。同上）
- 松田宣浩（2024年 - 。福岡局制作分に出演）
- 梨田昌孝（2024年からは本数契約で大阪局制作分に、2025年はNHK BSにも出演。1989年 - 1992年、2005年 - 2007年、2012年 - 2015年、2019年 - 2023年は専属。2015年までは●）
- 銀次（2024年。仙台局制作分に出演）
- 和田毅（2025年 - 。ゲスト解説として、2025年4月3日のソフトバンク対楽天戦に出演）
- 中嶋聡（2025年 - 。ゲスト解説として、2025年4月27日の西武対オリックス戦に出演）●
- 中畑清（2025年 - 。ゲスト解説として、2025年6月5日の楽天対DeNA戦（ヨーク開成山スタジアム）に梨田と出演）

県域FM放送ローカル中継・ゲスト解説（いずれも本数契約解説者）
- 得津高宏（2014年 - 。ロッテ主催試合に出演）
- 立川隆史（2015年 - 。ロッテ主催試合に出演）

#### 過去の解説者
●印はメジャーリーグ中継を兼任
- 新井宏昌（2002年）●
- 石毛宏典（1999年 - 2001年）
- 石本秀一（1957年 - 1960年、1963年）
- 上田利治（1979年 - 1980年）
- 王貞治（1991年 - 1994年。ゲスト解説者として出演）
- 大下弘（1960年）
- 大島康徳（1995年 - 1999年、2003年 - 2021年途中）●
- 加藤進（1960年 - 1962年、1965年 - 1985年）
- 苅田久徳（1959年 - 1964年）
- 川上哲治（1976年 - 2002年[40]。2006年はJ SPORTS解説者として出演[41]）
- 河原純一（2016年。松山局ローカル担当）
- 河村保彦（1996年 - 2012年。名古屋局ローカル担当。ラジオを中心に出演）
- 小久保裕紀（2013年 - 2020年）
- 小西得郎（1955年 - 1972年）
- 小宮山悟（2003年の選手浪人時代に数試合担当）
- 近藤金光
- 志村正順（本来は実況担当アナウンサーだが、解説を務めることもあった）
- 白石勝巳（1978年。中国地方への裏送りラジオ中継に出演）
- 杉村正一郎
- 鈴木啓示（1985年途中 - 1992年、1998年 - 2020年）
- 鈴木尚典（2013年 - 2021年。県域FMローカル中継でのDeNA主催試合に出演）
- 高田繁（1981年 - 1984年、1989年 - 1991年）
- 瀧安治（1991年 - 1994年。BS担当）
- 鶴岡一人（1969年 - 1996年[42]）
- 富澤宏哉（1990年 - 1994年。BS担当）●
- 西崎幸広（2002年 - 2004年）
- 原辰徳（1996年 - 1998年）
- 広岡達朗（1986年 - 1994年）
- 広澤克実（2004年 - 2006年）
- 広瀬叔功（1981年 - 1990年、1993年 - 2015年。当初は全国中継を、後に広島局ローカルを担当）
- 藤川球児（2021年 - 2024年）
- 藤田元司（1977年 - 1980年、1984年 - 1988年、1993年 - 2001年）
- 星野仙一（1983年 - 1986年、1993年 - 1995年。フリー〈中日新聞客員〉時代の2002年と、阪神タイガースシニアディレクター時代の2004年 - 2008年もゲスト出演）
- 松木謙治郎（1961年 - 1968年）
- 村上雅則（1991年 - 1992年。BS担当）●
- 村田兆治（1991年 - 1994年、1998年 - 2015年）●
- 森下整鎮（森下正夫）（名古屋局ローカル担当）
- 森祇晶（1995年 - 2000年）
- 森本稀哲（2021年 - 2022年。北海道局ローカル担当）
- 山田久志（1989年 - 1993年、1997年 - 1998年）
- 山倉和博（1999年 - 2003年）
- 山下大輔（2001年 - 2002年）●
- 山本和行（1999年 - 2015年）●
- 山本浩二（1987年 - 1988年）
- 吉田要

### 担当アナウンサー
アナウンサーは担当チームのビジターゲームを実況することもある（例：ナゴヤドームでの中日対阪神戦を大阪局のアナウンサーが実況するなど、ただしここ数年は減少傾向にある）。またポストシーズンでは他地域のアナウンサーが応援に来ることもある。ここでは代表的なメイン実況のアナウンサーを列記しているが、これ以外のアナウンサー（周辺府県局も）も登場することがある。特に札幌、仙台、名古屋、福岡はスポーツアナの人材が少ないために他地域の局、あるいは東京・渋谷の協会本部やG-Mediaからの出向応援出演となるケースがある。プロ野球中継をメインに実況するアナウンサーは、国内外のほかのスポーツイベントとの兼ね合いで出演できない場合以外の補てんや、県域単独またはホーム&アウェーの2局ネットのローカル放送を除き、基本的にJリーグなどのサッカーの中継には登場しない。
リポートは全国中継の場合は各チーム1人ずつだが、ラジオやBS、総合のローカル中継、他スポーツなどで人員が不足の場合は1人で両チームを担当することもある。テレビとラジオで同じ試合を中継する場合、リポーターは両方に出演する場合がある。ポストシーズンでは、如何なる事象が重なっても必ずリポーターは2人配置される。なお、地方球場での開催の中継では、主催球団担当地域の放送局アナウンサー以外に、球場がある地域を管轄する放送局アナウンサーが登場し、開催地や球場に関するリポートを行う。
ソフトバンクの京セラドーム大阪での主催試合を中継する際には、大阪放送局ではなく福岡放送局（佐賀放送局など周辺各県の放送局を含む）のアナウンサーが実況とリポーターを担当することがある。
- 札幌放送局 - 小山凌、中原真吾、横山哲也
- 仙台放送局 - 小野卓哉、早坂隆信（サッカー兼任）
- メディア総局アナウンス室 - 清水敬亮、坂梨哲士、筒井亮太郎、西阪太志、深澤健太（サッカー兼任）、福澤浩行、森中直樹、澤田彩香（リポーター限定）
  - G-Media出向[注 84] - 宮田貴行、冨坂和男、池野健、竹林宏、高木優吾、北嶋右京、神戸和貴、高木修平
- 名古屋放送局 - 黒住駿
- 大阪放送局 - 伊藤慶太、西川順一、小宮山晃義（サッカー兼任）、武本大樹、法性亮太、別井敬之（大津局）
- 広島放送局 -佐竹祐人、松井大、鳥山圭輔（サッカー兼任）、中村信博（高松局）、星野圭介（松山局）
- 福岡放送局 - 塚本貴之、見浪哲史、酒匂飛翔（佐賀局）、飯塚洋介（大分局）

#### 過去の担当アナウンサー
※50音順。○マークは2025年4月現在もアナウンサーとして在籍、●はアナウンサー以外の形で在籍
- 秋山浩志
- 浅井僚馬○
- 天野脩次郎
- 飯田次男
- 石川洋
- 石田武
- 入江憲一●（放送技研職員）
- 岩本修
- 有働由美子[注 85]
- 榎本猛[45]
- 小野塚康之
- 大蔵哲士●（放送技研職員）
- 近江正俊[45]
- 岡田実[46]
- 鏡和臣●
- 笠井大輔○
- 河原武雄[46]
- 生越常重
- 北出清五郎
- 北野剛寛○
- 草野仁
- 工藤三郎
- 倉田充男[45]
- 黒氏康博○
- 香西正重[注 86]
- 小坂秀二[45]
- 近藤冨士雄[47]
- 斎藤政男
- 斎藤洋一郎（ - 2007年[48]）
- 酒井博司○
- 佐々生佳典○
- 佐藤克樹○
- 佐藤隆輔
- 島村俊治（1972年頃 - 2000年[49]）
- 志村正順（日本プロ野球リーグ戦初年当時の担当[50]）
- 下境秀幸○
- 下山順一[45]
- 下山博通
- 柴田徹○
- 杉岡英樹○
- 杉林昇
- 杉山邦博
- 鈴木文弥[46]
- 瀬戸光○
- 高鍬亮○
- 高瀬登志彦●
- 高山典久
- 田辺礼一[46]
- 土門正夫[46]
- 豊原謙二郎
- 永井克典○
- 中尾晃一郎○
- 南波雅俊（2020年10月より民放に移籍）
- 西田善夫[46]
- 野瀬四郎[46]
- 野瀬正夫
- 野村泰治
- 羽佐間正雄[46]
- 早瀬雄一○
- 広瀬靖浩●
- 福島幸雄[46]
- 船岡久嗣
- 松内則三（日本プロ野球リーグ戦開始当時の担当[51]）
- 松本一路○（シニアスタッフ）
- 道谷眞平（道谷真平）○[52]
- 三浦拓実（2022年1月から民放に移籍）
- 向井一弘○
- 廣田直敬●
- 三原渡●
- 山本哲也○
- 山本浩
- 吉松欣史
- 和田信賢（日本プロ野球リーグ戦開始当時の担当[51]）
- 渡辺憲司○